# Fusor (astronomía)
Un fusor es un término propuesto a la UAI por Gibor Basri, Profesor de Astronomía de la Universidad de Berkeley, California, para ayudar a clarificar la nomenclatura de los cuerpos celestes. Bajo su definición un fusor sería un objeto cuyo núcleo  llega a sufrir durante su vida fusión nuclear.
Un fusor incluiría a las estrellas y a las enanas marrones.